# Strathspey
Strathspey (Srath Spè in gaelico scozzese), nota anche come Speyside, è una regione della Scozia settentrionale, compresa nell'area di consiglio del Moray, nelle Highlands. Capoluogo della regione, che prende il nome dal fiume Spey, è Grantown-on-Spey.
Storicamente, è sede del clan Grant.

## Geografia fisica
La regione di Strathspey è situata lungo il tratto centrale del corso del fiume Spey, tra le località di Aviemore e Craigellachie.
Il territorio dello Strathspey è caratterizzato dalla presenza delle foreste di conifere della Caledonia.

## Origini del nome
Il toponimo Strathspey è formato del nome del fiume Spey e dal termine gaelico strath, che indica un'ampia valle montuosa attraversata da un fiume.

## Storia
Tra il XVIII e il XIX secolo, il territorio dello Strathspey occupava un'area di quasi 73.000 ettari ed includeva le parrocchie di Duthil, Cromdale e Abernethy.
Negli anni venti del XIX secolo, lo Strathspey fu la prima regione a conoscere il boom di produzione di scotch whisky.
Nel 1975 la regione andò a formare assieme alla regione di Badenoch il distretto di Badenoch and Strathspey, distretto poi soppresso ventuno anni dopo.

## Cultura
Nella regione di Strathspey ha avuto origine l'omonima danza, accompagnata da melodie in 4/4, che ha avuto origine nel XVII secolo e la cui prima menzione risalirebbe, secondo il musicologo Lamb, al 1749.

## Economia
Nella regione è prodotto un tipo di whisky noto come Speyside single malt.

## Infrastrutture e trasporti
Nel territorio dello Strathspey è in funzioneuna ferrovia a scartamento ridotto, la Strathspey Railway. aperta originariamente per scopi commerciali nel 1978.

## Sport
Dalla regione prende il nome la squadra di calcio dello Strathspey Thistle F.C., club con sede a Grantown-on-Spey fondato nel 1993.